# HD 134687
HD 134687，又名CD-44 9932，SAO 225539、HR 5651，是一颗恒星，视星等为4.82，位于銀經327.83，銀緯11.43，其B1900.0坐标为赤經15h 6m 6.4s，赤緯-44° 11.43′ 22″。